# الخلق والتطور في التعليم الحكومي

كانت حالة الخلق والتطور في التعليم الحكومي موضوع نقاش وصراع جوهريين في الأوساط القانونية والسياسية والدينية. على الصعيد العالمي، هناك مجموعة واسعة من وجهات النظر حول هذا الموضوع. معظم الدول الغربية لديها تشريعات تنص على أن البيولوجيا التطورية فقط هي التي يجب تدريسها في المناهج العلمية ذات الصلة.

## نظرة عامة
في حين أن العديد من المذاهب لا تثير الاعتراضات الدينية على التركيب التطوري الحديث كتفسير لأشكال الحياة الحالية على الأرض، فقد اعترضت الطوائف الأصولية المختلفة، بما في ذلك العديد من الكنائس داخل المسيحية، وبشدة. يعارض بعض أتباع الديانات بقوة وجهة نظر المجتمع العلمي السائدة. التفسيرات الحرفية للنصوص الدينية هي السبب الأكبر للصراع مع التحقيقات والاستنتاجات التطورية والكونية.
على المستوى الدولي، يُدرّس التطور في مواد ومقررات العلوم في ظل محدودية الجدال حوله، باستثناء بعض المناطق في الولايات المتحدة وعدد من الدول الأصولية الإسلامية. في الولايات المتحدة، قضت المحكمة العليا بأن تعليم الخلق كعلمٍ في المدارس العامة غير دستوري، بغض النظر عن التعليم اللاهوتي أو الديني. في الولايات المتحدة، قُدّم التصميم الذكي كتفسير بديل للتطور في العقود الأخيرة، ولكن المحكمة اعتبرت «أهدافه الدينية والثقافية والقانونية» غير دستورية.

## على مستوى الدول

### مجلس أوروبا

#### قرار الجمعية البرلمانية لمجلس أوروبا 1580
في 4 أكتوبر 2007، تبنت الجمعية البرلمانية لمجلس أوروبا قرارها رقم 1580 بعنوان مخاطر الخلق في التعليم. لاحظ القرار أن "الحرب على نظرية التطور ومؤيديها تنبع غالبًا من أشكال التطرف الديني المرتبط ارتباطًا وثيقًا بالحركات السياسية اليمينية المتطرفة"، وحث الدول الأعضاء على "معارضة بشدة تدريس نظرية الخلق كنظام علمي". على قدم المساواة مع نظرية التطور وبوجه عام عرض الأفكار الخلقية في أي مجال آخر غير الدين ".

### الولايات المتحدة
في الولايات المتحدة، ينخرط أنصار الخلق وأنصار التطور في معركة طويلة الأمد حول الوضع القانوني للخلق والتطور في الفصل الدراسي للعلوم بالمدارس العامة. تتعرض 13 ولاية أمريكية لعرض محتويات مؤيدة للخلق في المدارس العامة أو المستقلة، وغالبًا ما يتم انتقادها باعتبارها غير دستورية. هناك أيضًا منهج ديني للتعليم المنزلي يقدم تعليمًا عن الخلق.

### المملكة المتحدة
في كل دولة من دول المملكة المتحدة، يوجد منهج متفق عليه للتعليم الديني مع حق الوالدين في سحب أطفالهم من هذه الدروس. لا يتضمن منهج التعليم الديني تدريس نظرية الخلق، بل تعليم المبادئ المركزية لأديان العالم الرئيسية. في الوقت نفسه، فإن تدريس التطور إلزامي في المدارس الممولة من القطاع العام. على سبيل المثال، يتطلب المنهج الوطني في إنجلترا تعليم الطلاب في المرحلة الأساسية:
- أن سجل الحفريات دليل على التطور
- كيف يمكن أن يؤدي الاختلاف والاختيار إلى التطور أو الانقراض

توجد متطلبات مماثلة في اسكتلندا وويلز وأيرلندا الشمالية .
في عام 2003، رعت مؤسسة مدارس إيمانويل (سابقًا مؤسسة فاردي بعد مؤسسها السير بيتر فاردي ) عددًا من الأكاديميات "القائمة على الدين" حيث يتم تدريس أفكار التطور والخلق جنبًا إلى جنب في دروس العلوم. تسبب هذا في قدر كبير من الجدل.
أعرب رئيس أساقفة كانتربري السابق، روان ويليامز، عن رأيه بأن نظرية الخلق لا ينبغي تدريسها في المدارس.
قامت منظمة تدعى "الحق في العلم" بتوزيع حزم تعليمية من معلومات الخلق على المدارس، وتزعم أن 59 مدرسة تستخدم الحزم باعتبارها "مصدرًا مفيدًا للفصول الدراسية". صرحت الحكومة بأن "لا التصميم الذكي ولا نظرية الخلق معترف بها من النظريات العلمية ولم يتم تضمينها في مناهج العلوم. وبالتالي فإن حزمة معلومات الحقيقة في العلوم ليست موردًا مناسبًا لدعم منهج العلوم." إنه يرتب لإيصال هذه الرسالة مباشرة إلى المدارس.
يعارض المركز البريطاني لتعليم العلوم تدريس نظرية الخلق والتصميم الذكي في المدارس في المملكة المتحدة.
دعا بعض السياسيين في الحزب الاتحادي الديمقراطي إلى تدريس نظرية الخلق في المدارس.

### روسيا
في كانون الأول (ديسمبر) 2006، رفعت تلميذة في سانت بطرسبرغ بروسيا ووالدها مشكلة تدريس التطور في المدارس الروسية إلى المحكمة. تدعم وزارة التعليم الروسية نظرية التطور. ودعم ممثلو الكنيسة الأرثوذكسية الروسية الدعوى. في فبراير / شباط 2007، حكمت المحكمة الابتدائية ومحكمة الدرجة الثانية في يوليو / تموز لصالح الوزارة.
في أغسطس 2014 أعرب عمدة كازان إيلسور ميتشين عن دهشته من المدارس التي تدرس "نظرية داروين". وأضاف أنه ينوي إثارة مسألة المناهج الدراسية على المستوى الفيدرالي.

### هولندا
```
تقوم بعض الفصائل بتدريس نظرية الخلق في مدارسها الخاصة، إلى جانب التطور. في مايو 2005، اندلعت مناقشة حول التصميم الذكي عندما اقترحت وزيرة التعليم ماريا فان دير هوفن أن النقاش حول التصميم الذكي قد يشجع الحوار بين الجماعات الدينية المختلفة في البلاد. سعت إلى "إثارة نقاش أكاديمي" حول هذا الموضوع. بعد اعتراض قوي من بعض العلماء، تخلت عن خطط عقد مؤتمر حول هذا الموضوع. بعد انتخابات عام 2007، خلفها رونالد بلاستيرك، الذي وُصف بأنه "عالم في الوراثة الجزيئية وملحد مخلص ومعارض للتصميم الذكي."
```

### النرويج
في عام 1986، اقترح وزير الكنيسة وشؤون التعليم النرويجي آنذاك كجيل ماجني بونديفيك خططًا تعليمية جديدة لمراحل التعليم الابتدائي والمتوسط والتي تضمنت التشكيك في نظرية التطور وتعتقد أن الإجابة النهائية على أصل البشرية غير معروفة. تم سحب الاقتراح بعد أن أثار الجدل.

### اليابان
يتم تدريس نظرية التطور في اليابان كجزء من سياسة التعليم. بدأ تدريس التطور بالفعل في ظل الإمبراطورية اليابانية (1868 -1948، وألقيت أول محاضرة أكاديمية عن التطور في جامعة طوكيو الإمبراطورية من قبل خبير الأحياء الأمريكي إدوارد مورس في 12 سبتمبر 1877.

### أستراليا
على الرغم من أن وجهات النظر الخلقية تحظى بشعبية بين مدرسي التعليم الديني، وعلى الرغم من أن المواد التعليمية الخلقية يوزعها بعض المتطوعين في بعض المدارس، يتخذ العديد من العلماء الأستراليين موقفًا حازمًا يدعم حق المعلمين في تدريس نظرية التطور دون معوقات تفرضها القيود الدينية.
«يتمثل أحد العناصر الأساسية في تدريس العلوم بتشجيع الطلاب والمدرسين على إجراء تقييم نقدي للأدلة التي تدور حول المفاهيم التي تُدرَّس كعلم. تنص الجمعية بشكل لا لبس فيه على أن التعليم العقائدي لمفاهيم مثل الخلقية ضمن منهج العلوم يخنق تطور التفكير النقدي في العقول النامية ويضعف بشكل خطير أهداف التعليم العام الموضوعي. قد يؤدي هذا في النهاية إلى إعاقة تقدم العلوم والتكنولوجيا عندما يأخذ هؤلاء الطلاب أماكنهم كقادة للأجيال القادمة». الجمعية الجيولوجية في أستراليا

### البرازيل
في البرازيل، تحظر وزارة التعليم تدريس الخلق في فصول التعليم العلمي. لم يُمنع التعليم الديني، لكن الدستور الاتحادي ينص على أنه لا يمكن للاتحاد فرض أو تشجيع أو تمويل أي دين، لأنه وبموجب القانون، فإن البرازيل دولة علمانية. مع ذلك، في عام 2004، بدأ مدرسو فصول التعليم الديني في المدارس الحكومية في ريو دي جانيرو بتقديم الخلق في فصولهم كحقيقة علمية. بدأ بعض السياسيين الموجودين في السلطة بهذه الممارسة عندما كانوا يروجون لآرائهم الدينية الشخصية، ما دفع العلماء البرازيليين للاحتجاج على سوء استخدام السلطة. فيما بعد، سطع نجم التيارات الدينية في البرلمان البرازيلي وأصبح أكثر نفوذًا. كمثال على ذلك، أعلن سيناتور برازيلي اسمه مارسيلو كريفيلا عن معارضته العلنية للتطور وكانت وراء إعلانه دوافعُ دينية طبعًا. جذبت هذه التأثيرات البارزة انتباه المدافعين عن الدولة العلمانية.

### الصين
تعتبر نظرية التطور جزءًا من التعليم الحكومي في جمهورية الصين الشعبية. بما أن المدارس الدينية الخاصة نادرة هناك، فإن جميع الطلاب الذين يتلقون التعليم الابتدائي والثانوي تقريبًا في بر الصين الرئيسي يعلمون نظرية التطور. ومع ذلك، فقد حددت إحدى الدراسات القيود المفروضة على الكتب المدرسية المستخدمة في بر الصين الرئيسي، بما في ذلك غياب مواضيع تغطيها بلدان أخرى مثل الاتحاد السوفيتي والولايات المتحدة الأمريكية.

### إيران
كان التطور العلمي الإيراني، وخاصة الجوانب المتعلقة بالصحة في علم الأحياء، أحد أهداف الحكومة الإيرانية منذ الثورة الإسلامية عام 1979. وبما أن الممارسة الإيرانية التقليدية للدين الشيعي لا تطبق القرآن حرفيًا كما هو الحال عند الوهابية الأصولية، فإن العديد من العلماء الشيعة الإيرانيين المؤثرين، بمن فيهم البعض ممن شارك في الثورة الإيرانية، لا يعارضون الأفكار التطورية بشكل عام، ولا يوافقون على أن التطور يتعارض بالضرورة مع التيار الإسلامي. يدمج التطور في مناهج العلوم في إيران ابتداءً من الصف الخامس.

### باكستان
على الرغم من الادعاء بأن التطور لا يُدرّس في الجامعات الباكستانية، إلا أن لجنة التعليم العالي في باكستان، وهي الهيئة الفيدرالية التي تحدد معايير محتوى المناهج، لديها معرفة وفهم للتطور باعتباره إلزاميًا لعدة مقررات أو تخصصات مثل علم الأحياء الدقيقة والمعلوماتية الحيوية وعلم الحيوان وعلم النبات وغيرها. عام 2006، أصبحت أكاديمية باكستان للعلوم أحد الموقعين على بيان لجنة إنترأكاديمي حول «تدريس التطور». تتوفر للبيع العديد من الكتب المعاصرة حول الخلاف والتعارض بين الخلق والتطور، مثل تلك التي كتبها عالم الأحياء ريتشارد دوكينز.

### المملكة العربية السعودية
يذكر كتاب مدرسي سعودي من الصف الثاني عشر التطور بالاسم فقط حيث يزعم أن تشارلز داروين «نفى خلق الله للإنسانية». يركز باقي الكتاب المدرسي على أوصاف الرتب التصنيفية: فهو لا يشير إلى التطور، بل يقتبس من آيات القرآن ذات الصلة بمجموعات معينة من الحيوانات.

### تركيا
في تركيا، البلد ذات الغالبية المسلمة من سكانه، يُعتبر التطور في كثير من الأحيان موضوعًا مثيرًا للجدل. أُضيف التطور إلى المناهج الدراسية بعد فترة وجيزة من الثورة التركية في العشرينيات والثلاثينيات من القرن الماضي. كانت هناك بعض المقاومة لهذا المسعى، مثل مقاومة سعيد نورسو وأتباعه، لكن تلك المعارضة لم تكن قوية بما يكفي. في الواقع، نجد أن بعض علماء الدين الأتراك البارزين خلال العقود الأولى من الجمهورية التركية الجديدة، مثل أحمد حمدي أكسيكي الذي توفي عام 1951، وهو كان يشغل منصب رئيس الشؤون الدينية في تركيا، وإزميرلي إسماعيل حكي الذي توفي عام 1946، آمنوا أن نظرية التطور لا يمكن اعتبارها مخالفة للإسلام ولا معارضة له لأنها كانت موجودة بالفعل في الأعمال الكلاسيكية للعلماء المسلمين. في فترة الثمانينيات، وصل المحافظون إلى السلطة واستخدموا أفكار الخلقيين في الولايات المتحدة كوسيلة لتشويه سمعة التطور.
الوضع في تركيا هش للغاية، وتختلف حالة التطور في مناهج التعليم من حكومة إلى أخرى. على سبيل المثال، أضاف وزير التعليم الوطني والشباب والرياضة فيبي دينسرلير الخلق باعتباره نظرية علمية إلى نصوص المدارس الثانوية عام 1985، كما عُرضت اللاماركية المشكوك بصحتها إلى جانب الداروينية. لم يتغيّر هذا الواقع إلا عام 1998 مع النصوص التي تقدم وجهة نظر أكثر توازنًا، على الرغم من أنها لا تزال تذكر كلًا من الخلق واللاماركية. يتولى في الوقت الحالي حزب العدالة والتنمية الإسلامي المعتدل الحكم في تركيا، وهو المتعاطف مع وجهات النظر الخلقية.
تلقى الأكاديميون الأتراك الذين دافعوا عن نظرية تطور تهديدات بالقتل، فعلى سبيل المثال، تلقى عالم الأحياء التركي آيكوت كينس رسالة إلكترونية تطلب منه أن يستمتع «بأيامه الأخيرة». ساعد كينس في تأسيس مجموعة التطور التي تهدف إلى تحسين فهم العامة للتطور. مع ذلك، فإن معارضة نظرية الخلق ليست قوية. يصف أوميت ساين، اختصاصي علم الأعصاب، الأكاديميين والجامعات بأنهم بطيئون في ردهم على ما تتعرض له النظرية العلمية. يشدد كينس على أنه «إذا بقي العارفون على صمتهم، فإنهم بذلك يساعدون بنشر الهراء».
في يونيو من العام 2017، أعلنت وزارة التعليم إزالة التطور من مناهج المدارس الثانوية، في قرار دخل هذا العام حيز التنفيذ.